# Kristotomus punctifrons
Kristotomus punctifrons là một loài tò vò trong họ Ichneumonidae.